# Laetitiae sanctae
Laetitiae sanctae é uma encíclica sobre a devoção ao rosário do Papa Leão XIII, conhecido como o "Papa do Rosário". Foi emitido em 8 de setembro de 1893 na Basílica de São Pedro em Roma.
Em Laetitiae sanctae, Leão XIII escreveu que estava "convencido de que o rosário, se usado com devoção, é benéfico não só para o indivíduo, mas para a sociedade em geral". 
Leão vê três influências minando a tranquilidade da sociedade. Primeiro, o desgosto pelo simples e pela vida; em segundo lugar, repugnância a qualquer tipo de sofrimento; em terceiro lugar, o esquecimento da vida futura.
"Deploramos ... o crescente desprezo pelos deveres e virtudes caseiras que constituem a beleza da vida humilde." Vê o desprezo pela vida simples que leva ao ciúme, ao atropelamento de direitos, “... e por fim, o povo, traído em suas expectativas, ataca a ordem pública e se coloca em conflito com os encarregados de mantê-la. "  "As pessoas passam a ver a felicidade e o conforto como coisas a que têm direito, em vez de coisas pelas quais trabalhar."  O Papa Leão oferece, em contraste, a Casa de Nazaré, contemplada nos Mistérios Gozosos como "um modelo perfeito de sociedade doméstica!" 
"Embora se possa e deva tentar enfrentar os perigos desnecessários e procurar aliviar os fardos uns dos outros, o sofrimento, as tristezas, os acidentes e as dificuldades fazem parte da vida."  “O aborrecimento de tudo o que é inconveniente ou difícil de suportar leva as pessoas a evitarem fazer o que é certo. Leão encontra apoio para as virtudes da paciência e fortaleza em uma consideração dos Mistérios Dolorosos."
Leão observou que até o mundo pagão "reconheceu que esta vida não era um lar, mas uma morada, não nosso destino, mas uma etapa da jornada. Mas os homens de nossos dias, ... perseguem os falsos bens deste mundo de tal maneira que o pensamento de sua verdadeira pátria de felicidade duradoura não é apenas posto de lado, mas, para sua vergonha, seja dito, banido e inteiramente apagado de seu memória". Ele recomendou a contemplação dos Mistérios Gloriosos, a partir dos quais se aprende que a morte não é uma aniquilação que põe fim a todas as coisas, mas apenas uma migração e passagem de uma vida para outra”.
Em Laetitiae Sanctae Leo enumerou as três causas dos males de sua época:
"Existem três influências que parecem ter o lugar principal na efetivação deste movimento de rebaixamento da sociedade. Estes são - primeiro, o desgosto por uma vida simples e laboriosa; em segundo lugar, repugnância a qualquer tipo de sofrimento; em terceiro lugar, o esquecimento da vida futura." 
A “repugnância ao sofrimento” encontrou simpatia nos que apoiavam a vida utópica popular em 1893, na qual “sonham com uma civilização quimérica na qual tudo o que é desagradável será removido e tudo o que é agradável será fornecido”.